# قاسم بسمة
قاسم بسمة (من مواليد 1960 في مدينة كويدو، سيراليون) هو رجل أعمال سيراليوني مختلط الأصول سيراليوني لبناني، وأحد أكبر المليارديرات في غرب أفريقيا، وثاني أكبر تاجر ومصدر للماس في سيراليون، تمثل معاملاته التجارية الدولية، حوالي 38٪ من إجمالي صادرات الماس الرسمية في سيراليون إلى حدود معطيات بداية القرن 21. ولد بسمة في مقاطعة كونو في شرق سيراليون.
ولد قاسم بسمة لعائلة من أصل لبناني من قرية عين بعل جنوب لبنان. هو أحد أفراد عائلة بسمة، وهي واحدة من أقدم الأسر من أصل لبناني في سيراليون وغرب إفريقيا التي استوطنت غرب إفريقيا وحققت نجاحا باهرا في عالم التجارة والثقافة والسياسة.
بصمت عائلته في مجال المجوهرات الماسية في السيراليون، فعندما تجول في أسواق سيراليون تلاحظ مدى تأثيرها على السوق المحلي في تجارة المجوهرات، نظراً لعراقة وجودها في تلك البلاد حيث امتهنت هءه التجارة منء بداية إنتاج الألماس السيراليوني. وصل قاسم إلى سيراليون عام 1954، وبدأ التعاطي في التجارة في العاصمة فريتاون، ساعده في ذلك وجود جالية لبنانية في العاصمة، وبعد سنوات قليلة انتقل إلى مدينة «صفدو» شرقي البلاد وتخصص في تجارة مجوهرات الألماس.

## لمحة موجزة عن مسار اللبنانيين في المهجر السيراليوني
يعتبر المهاجر اللبناني أول المهاجرين العرب إلى غرب إفريقيا في منتصف القرن التاسع عشر، منها سيراليون وساحل العاج والسنغال.
بدأت أولى طلائع الهجرة اللبنانية عندما ضربت أزمة دودة القز لبنان، عندما كانت جزءا من الإمبراطورية العثمانية. عندها وصل اللبنانيون الأوائل إلى سيراليون التي كانت حينها تحت الانتداب البريطاني في عام 1893. وكانت المجموعات الأولى المهاجرة من المسيحيين الموارنة، ولكن ابتداءً من عام 1903، بدأ الشيعة المسلمون اللبنانيون في الوصول إلى السيراليون من جنوب لبنان، حيث كانت هناك أزمة زراعية خانقة في الجنوب اللبناني.
عمل اللبنانيون في البداية كتجار صغار، كباقي تجار الساحل من السيراليون.
في البداية عمل اللبنانيون الأوائل في السيراليون في مختلف الأنشطة التجارية والمهنية البسيطة، وكان لديهم وصول محدود إلى رأس المال والقليل من ولوج حركة الاستيراد والتصدير، كانوا تحت هيمنة الشركات التجارية الاستعمارية الكبرى، مثلهم مثل التجار السيراليونيين.
أحضر اللبنانيون السلع المصنعة المستوردة مثل المنسوجات والمجوهرات والمرايا إلى المناطق الريفية حيث لا يذهب التجار الأوروبيون والكريوليون، وتاجروا معهم فيها مقابل المنتجات الزراعية المحلية كثمار النخيل وجوز الكولا، ومع توسيع اهتماماتهم التجارية إلى داخل البلاد، اكتسبوا بعض المصداقية والمرونة التجارية في البلاد.
وبعد الجيل الأول تمكن عدة لبنانيين في غرب إفريقيا من إيجاد موطيء قدم في التجارة المحلية والإقليمية ثم الدولية، انطلاقا من غرب إفريقيا، ساعدهم في ذلك خلق عدة علاقات تجارية مع لبنانيي الشتات في غرب إفريقيا والحس التجاري لدى التاجر والمستثمر اللبناني، علاوة على ولوج مؤسسات تعليمية ذات سمعة عالمية.
واتجه الكثير منهم إلى تجارة الذهب والألماس منهم قاسم بسمة وهشام مكي في مجال الاستيراد والتصدير (الألماس)، إذ يتم تصنيعه وتسويقه هناك.